# Companyia interbrigadista ucraïnesa Taràs Xevtxenko
La Companyia ucraïnesa interbrigadista Taràs Xevtxenko (en ucraïnès: Українська рота інтербригад імені Тараса Шевченка) va ser una formació ucraïnesa, que va participar en la Guerra Civil Espanyola en el bàndol republicà. Estava composta pels ucraïnesos ciutadans de Polònia (habitants de Galítzia i Volínia), que van ser membres del Partit Comunista d'Ucraïna Occidental.

## Prehistòria
A l'espai públic d'Ucraïna Occidental la Guerra Civil Espanyola va entrar en el focus d'atenció a l'agost de 1936. Naturalment, el Partit Comunista d'Ucraïna Occidental va mostrar un major interès en el conflicte. Anteriorment, al maig de 1936, la intel·lectualitat progressista de la regió va condemnar el feixisme i va expressar el suport general a l'Espanya Republicana al Congrés antifeixista de Lviv.
Sota consignes similars a la tardor se celebren les manifestacions a Lviv, Lutsk, Stri, Stanislav, Rogatyn, Rava-Ruska i Ternòpil. Al mateix temps, impressionat per la lluita de la República, l'escriptor leopolienc Stepan Tudor va escriure una cançó-marxa «Passionaria».
El 20 de setembre de 1936 a Lviv va tenir lloc una concentració de mil treballadors de la construcció, que es van declarar solidaris amb el poble espanyol. I després, el 3 d'octubre de 1936, es va realitzar una vetllada de la poesia obrera, on es va presentar l'obra La revolució a Espanya.
Van tenir un gran èxit les accions de recaptació de fons en suport del govern de Madrid: només al setembre-desembre de 1936 a Galitzia es van recaptar 45 mil zlotys. Però l'ajuda principal a la República Espanyola va ser proveïda pels soldats ucraïnesos internacionalistes.

## Primers ucraïnesos a Espanya
Els primers membres del Partit Comunista d'Ucraïna Occidental van arribar a Espanya a l'agost de 1936. 37 nadius d'Ucraïna Occidental que treballaven com miners a Bèlgica i França van venir per donar suport als camarades espanyols. Després d'ells 180 voluntaris més de Galitzia i Volínia van travessar la frontera polonesa-txecoslovaca i van venir a Espanya. La quantitat dels nadius d'Ucraïna Occidental va créixer fins a arribar a mil persones, però no tenien les seves pròpies unitats. Molts interbrigadistes van venir des de l'altre costat de l'oceà: només des del Canadà van venir 498 voluntaris d'origen europeu oriental, dels quals la majoria eren polonesos i ucraïnesos.

## Història de la companyia

### Aparença
El 8 de juliol de 1937 la direcció del Partit Comunista d'Ucraïna Occidental va formar la Companyia de les brigades internacionals anomenada després de Taràs Xevtxenko, que es va convertir en part de la XIII Brigada Internacional (coneguda també com a Brigada Dombrowski). Segons els contemporanis, la companyia va reclutar les persones que estaven plenes d'heroisme i disposició per al autosacrifici. De vegades es deia monument al gran "poeta revolucionari" ucraïnès. El diari de la brigada "Dambrowtxik" va escriure molts articles sobre els soldats de la companyia. El seu primer comandant va ser el belarús Stanislav Tomaxevitx, i Pavlo Ivanovytx, un emigrant de França, que es va convertir en el subcomandant de la companyia.

### Camí combatiu

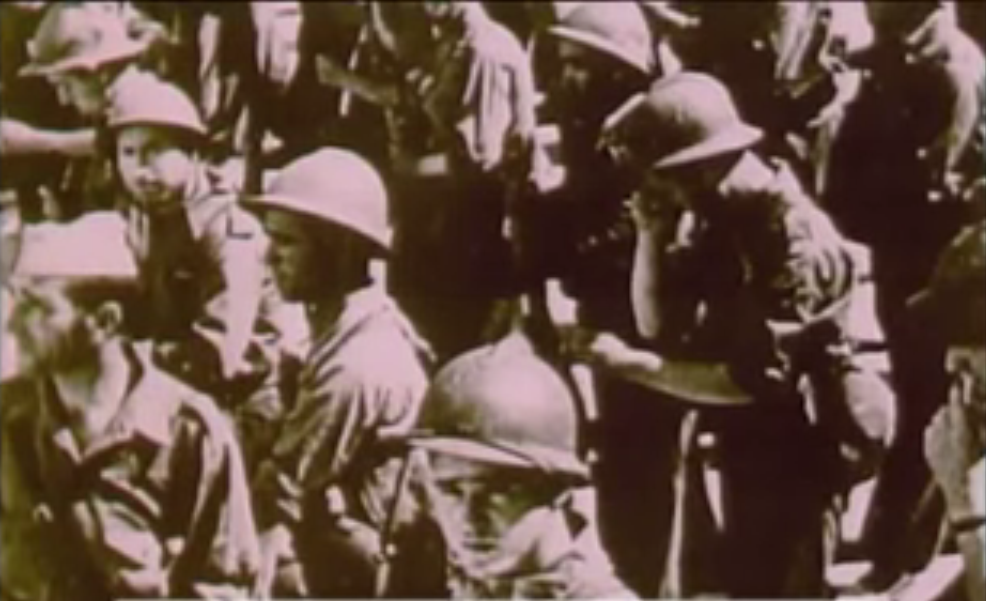
La companyia Taràs Xevtxenko en la marxa.

El seu baptisme combatiu va tenir lloc a la batalla de Brunete a l'oest de Madrid. La cavalleria marroquina va ser derrotada pels ucraïnesos i polonesos. A més les posicions dels franquistes van ser capturades per ells a Villafranca del Castillo i Romanillos de Atienza. En aquestes batalles cruels la companyia va perdre la meitat del seu personal.
Al front d'Aragó, el 25 d'agost de 1937, els ucraïnesos van trencar la defensa dels italians, van irrompre a la rereguarda i van avançar deu quilòmetres. En batalles prolongades els combatents de la companyia van barallar amb les forces enemigues que els superaven en nombre i qualitat d'armes. Tant així que sovint els soldats ucraïnesos es quedaven sense municions en ple enfrontament. El comissari de la companyia Nazar Demyantxuk (natiu de Volínia, que vivia al Canadà), els valerosos lluitadors Vasyl Lozovy, Yosyp Konovalyuk, Valentyn Pavlusevytx, Yosyp Petrax es van distingir amb valentia i heroisme en aquests esdeveniments.
Alguns presos de les presons poloneses (Dmytro Zakharuk i Symon Krayevsky, nadius de la regió de Stanislav, presoners de la presó de Dubno a Volínia) van fugir de la presó i van arribar a Espanya per ajudar els seus camarades.
Els soldats de la companyia van rebre medalles i ordres pels comandants de la brigada i el Comissariat General Interbrigadista. A la fi de 1937 es va iniciar la publicació del periòdic "Lluita" (el nom original "Боротьба") en idioma ucraïnès, on es publicaven les poesies de Tarás Xevtxenko i els articles sobre les pàgines més glorioses de la companyia. Per als reclutes a Albacete es publicava el diari "Notícies d'Ucraïna Occidental" (el nom original "Вісті із Західної України").

### Últims dies de la companyia

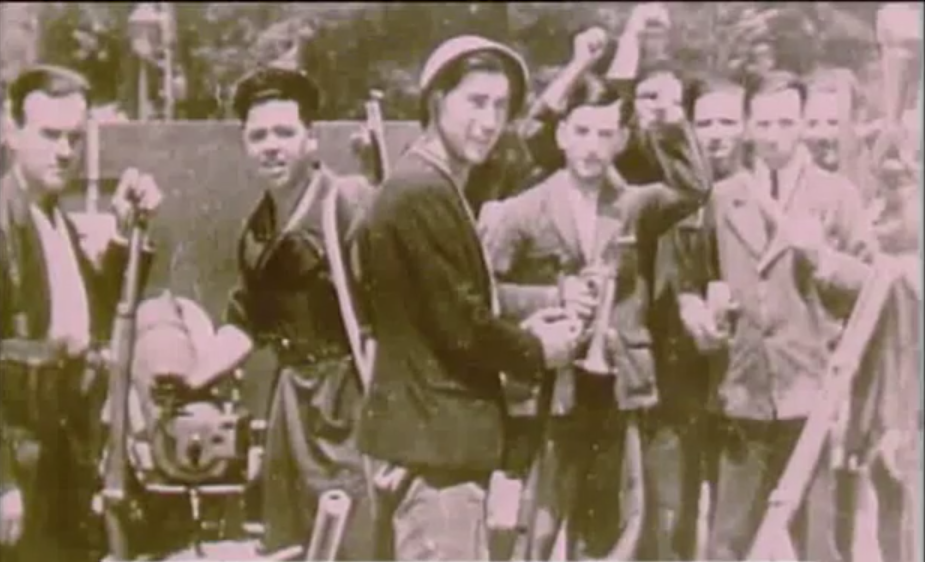
Els interbrigadistes ucraïnesos.

El desembre del 1937 - febrer de 1938 la companyia va lluitar per la Serra Cremat en una terrible torb: a una altitud de 2 mil metres, van resistir els atacs durant les Batalles de Terol. Van poder capturar una gran quantitat d'armes falangistes: rifles, pistoles e uns camions armats. Els germans Policarp i Symon Krayevsky, per les seves pròpies mans, amb metralladores van destruir dos esquadrons, capturant les seves posicions. En aquestes batalles van caure el comandant de la companyia Stanislav Tomaxevitx, el comissari polític Nazar Demyantxuk, sergent Seradzsky i Policarp Krayevsky.
Al març de 1938 la companyia va estar envoltada al front andalús i quatre vegades va aconseguir trencar l'anell, tot i els interminables atacs dels feixistes a les altures prop de Casp. En aquestes batalles van caure el comandant Stanisla Voropay (Voropayev) i el comissari polític Symon Krayevsky. El 23 de març les seves combatents van donar un fort cop als falangistes a Lleida (es van distingir els combatents Mizyurko i Leontxuk).
Des de juliol fins a setembre de 1938 la companyia participava en ferotges batalles al front català (aragonès), com a reflex d'allò, el 2 de setembre hi va haver set atacs feixistes. En les batalles van caure els comandants Jan Gaxek i Ivan Gritsuk, soldats Mykhailo Lytvyn i Pavlo Ivanovytx. Poc després en les batalles de l'Ebre van ser matats els redactors Xister i Yuri Velykanovytx, qui després de la mort de Xister va prendre el seu lloc (Velykanovytx va haver matat el 4 de setembre de 1938).
El 28 d'octubre a Barcelona es va celebrar una marxa de comiat de les Brigades Internacionals. Els espanyols i catalans van dotar flors als voluntaris ucraïnesos que sortien d'Espanya i els glorificaven com els seus herois. La companyia es va fer famosa com una de les més eficients: sempre es va adherir a la regla "Busqui l'enemic", va realitzar freqüents incursions i contraatacs, i va lluitar hàbilment contra els tancs.

## Homenatge
A la URSS els soldats internacionals van ser reconeguts com a herois que van complir amb el seu deure internacional. El 1982 a Lviv van posar un monument a Yuri Velykanovytx com el comandant de la companyia. A més un carrer va rebre el nom de Velykanovytx (reanomenada pels autoritats el 1991 després d'aconseguir la independència). En aquest carrer, precisament, hi havia una escola en la qual s'ensenyava profundament l'idioma castellà.
Al maig de 2015 els vàndals van tallar el cap de l'estàtua. El monument va ser desmantellat per la seva restauració, i després va tornar al seu lloc. A la nit el 2 de desembre de 2017 els membres d'una agrupació neonazi van llançar l'escultura a terra, van dibuixar al pedestal la lema "A baix el comunista!" i van deixar la signatura de la seva banda.

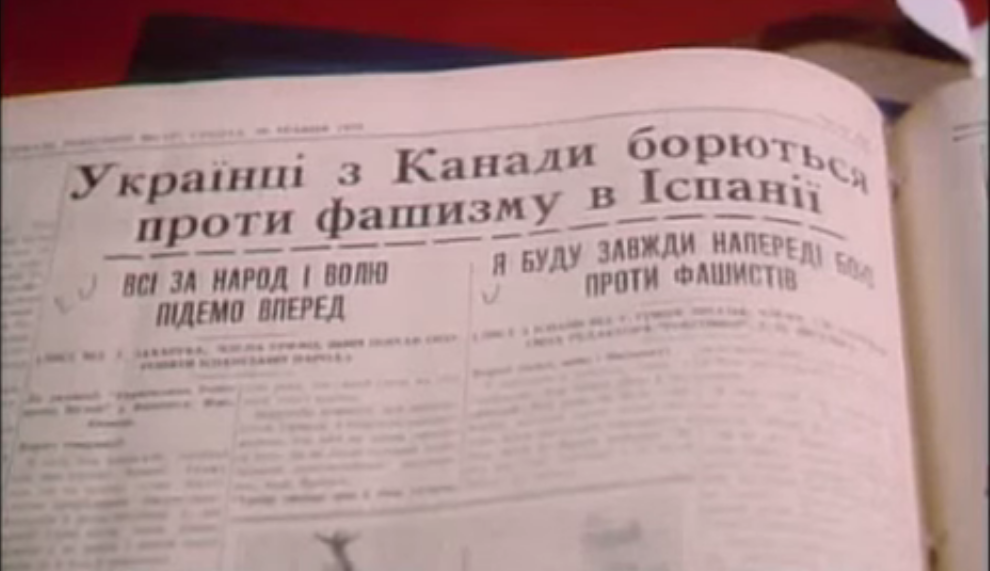
L'article en un diari canadenc sobre els ucraïnesos els que lluiten contra el feixisme a Espanya.

## Combatents famosos

### Comandants
- Nikolay Dvornikov (Stanislav Tomaxevytx)

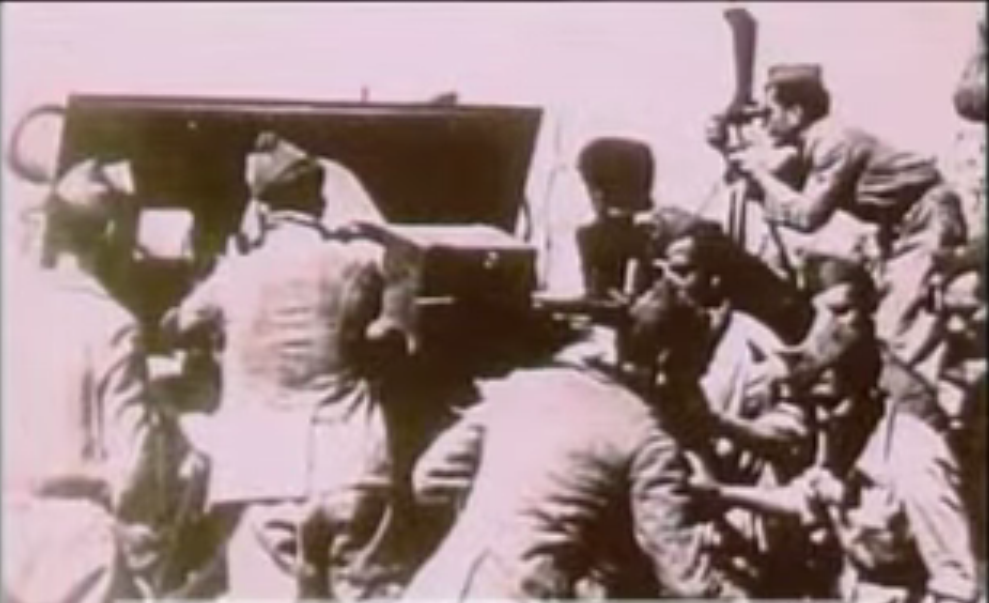
Els combatents en els seus posicions durant una batalla.

- Stanislav Voropay (Voropayev)
- Symon Krayevsky
- Ivan Gritsuk
- Pavlo Ivanovytx (subcomandant)

### Comissaris polítics
- Nazar Demyantxuk ("Sergent Siradz")
- Policarp Krayevsky

### Soldats ordinaris
- Vasyl Lozovy
- Yosyp Konovalyuk
- Valentyn Pavlusevytx
- Yosyp Petrax
- Dmytro Zakharuk
- Mykhailo Lytvyn